# Kînașiv, Tulciîn
Kînașiv (în ucraineană Кинашів) este localitatea de reședință a comunei Kînașiv din raionul Tulciîn, regiunea Vinnița, Ucraina.

## Demografie
Componența lingvistică a localității Kînașiv
     Ucraineană (98,01%)
     Rusă (1,83%)
     Alte limbi (0,15%)
Conform recensământului din 2001, majoritatea populației localității Kînașiv era vorbitoare de ucraineană (98,01%), existând în minoritate și vorbitori de rusă (1,83%).